# Zamek Byblos
Zamek Byblos – odbudowany zamek krzyżowców z XII wieku w Byblos w Libanie. 
W okresie krucjat znany jako zamek Gibelet lub Giblet. Przylega do stanowiska archeologicznego, które obejmuje fenickie ruiny świątyni Baalat Gubal i Świątyni Obelisków. 
Zamek zajmuje obszar 2 178 m² (49,5 na 44 metrów) ograniczony fosą. Znajduje się w nim muzeum z ekspozycją poświęconą historii miasta ilustrowaną obiektami pochodzącymi z wykopalisk archeologicznych.

## Historia
Zamek został zbudowany w XII wieku przez krzyżowców z wykorzystaniem olbrzymich bloków pozyskanych z ruin starożytnych budowli rzymskich. W 1187 roku wraz z miastem został zdobyty przez Saladyna, na którego rozkaz rozebrano częściowo mury zamkowe. Pod koniec XII wieku krzyżowcy odzyskali miasto i odbudowali umocnienia. Ostatecznie zostało ono zajęte w 1266 roku przez sułtana mameluków Bajbarsa.